# Dominium maris baltici
L'établissement d'un dominium maris baltici (« souveraineté sur la mer Baltique ») était l’un des principaux objectifs politiques des royaumes danois et suédois à la fin du Moyen Âge et au début de l'époque moderne,. Tout au long des guerres du Nord, le rôle des marines danoise et suédoise est secondaire, le dominium étant principalement contesté à travers le contrôle des principales côtes par guerre terrestre.

## Étymologie
Le terme, couramment utilisé en historiographie, a probablement été inventé en 1563 par le roi et grand-duc de l'union polono-lituanienne, Sigismond II Auguste, en référence aux ambitions hégémoniques de ses adversaires pendant la guerre de Livonie. La première référence écrite découle d'un traité entre les Pays-Bas et la Suède, conclu le 15 avril 1614 (5 avril selon le calendrier julien) à La Haye.

## Guerres sur la baltique
Plusieurs puissances européennes ont estimé que la mer Baltique était d’une importance vitale. Elle était de source pour de nombreux produits importants, et un marché en croissance pour de nombreux produits. L’importance de la région était si grande qu’elle intéressait même les pays qui n’y avaient pas directement accès, comme l’Autriche et la France. Pendant plusieurs siècles, la Suède et le Danemark tentèrent d’obtenir le contrôle total de la mer, une politique à laquelle d’autres puissances locales et internationales s’opposaient. Les historiens ont décrit le contrôle de la Baltique comme l'un des objectifs principaux de la politique danoise et suédoise,,,.
Les puissances scandinaves (nordiques), qui perçurent une opportunité dans le vide créé par la puissance navale faible ou inexistante du Saint Empire romain germanique et de la Pologne et la Lituanie, adoptèrent une politique expansionniste qui favorisa les conflits sur la Baltique,. Le Danemark et la Suède utilisèrent leur contrôle de certaines parties de la Baltique pour alimenter leurs armées. Chacun revendiquait la Baltique et promettait de protéger les navires étrangers. Alors que les puissances nordiques se disputaient le contrôle, elles convinrent que ce devrait être le domaine de l'un d'entre eux, et pas celui d'une « nation étrangère » comme la Pologne ou la Russie. Les puissances scandinaves essayèrent d'entraver la montée de leurs antagonismes par des traités diplomatiques, qui interdisaient aussi à d'autres puissances telles que la Russie ou l'Allemagne de construire des marines, et par des actions militaires ciblant les forces navales adverses, ou prenant le contrôle des ports de la Baltique. Dans l'une des actions les plus remarquables pour conserver son monopole sur la Baltique, le Danemark détruisit en 1637, sans déclaration de guerre préalable, la marine naissante de la république des Deux Nations.
Les nombreuses guerres menées pour le dominium maris baltici sont souvent désignées collectivement comme les guerres du Nord. Au départ, le Danemark qui avait l'avantage doit finalement céder du terrain à la Suède. Ni le Danemark, ni la Suède n'aboutissent dans le contrôle militaire et économique approfondi de la Baltique, bien que la Suède durant son temps comme empire se soit rapprochée de cet objectif avant la grande guerre du Nord de 1700-1721.

### Dominium maris balticidanois

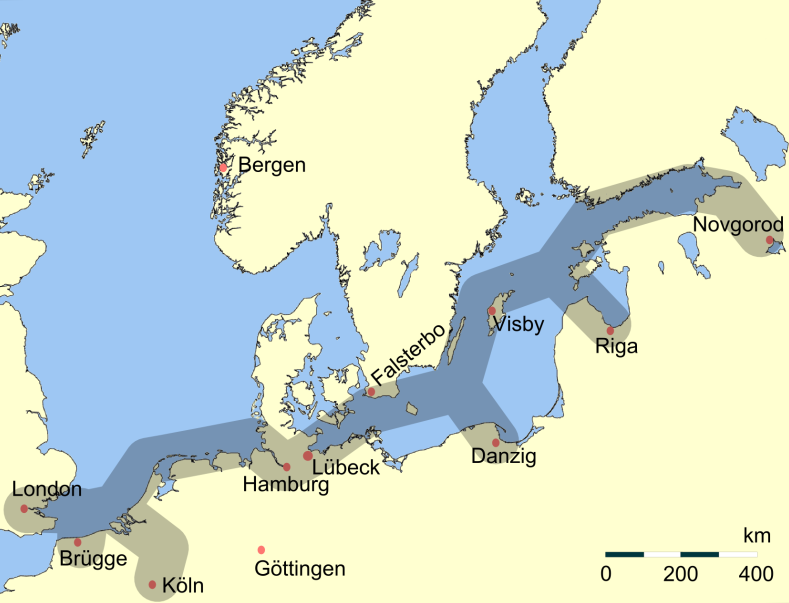
Principales routes commerciales de la ligue hanséatique

L'historiographie utilise le terme dominium maris baltici, soit dans un sens plus étroit, en tant que nouveau concept suédois de l'époque moderne, étroitement liée à l'Empire suédois, soit dans un sens plus large incluant la précédente hégémonie danoise au sud de la mer Baltique.
Le Danemark au XIIe siècle acquit la maîtrise de la côte sud de la Baltique, du Holstein à la Poméranie , mais perdit le contrôle au XIIIe siècle, après sa défaite contre les forces allemandes et hanséatiques, lors de la bataille de Bornhöved de 1227, ne conservant que la principauté de Rügen. Par la suite, la Ligue hanséatique devint la puissance économique dominante de la mer Baltique. Robert Bohn attribue à Valdemar IV "Atterdag" du Danemark (qui règne de 1340 à 1375), le premier établissement d'un dominium maris baltici danois, dans le but d'ajouter à la supériorité navale danoise, une hégémonie économique, aux dépens de la Ligue hanséatique. Pour atteindre cet objectif, Valdemar vendit l’Estonie danoise à l’État teutonique en 1346, consolidant ses finances et levant une armée avec les revenus. Après les gains territoriaux initiaux, Valdemar conquit la ville hanséatique de Visby (Gotland) en 1361, provoquant une guerre, à l'issue, lors de la paix de Stralsund en 1370, favorable pour la Ligue et qui marque l'apogée du pouvoir hanséatique.
Lady Margaret, fille de Atterdag et successeur de facto, parvint à unir les couronnes du Danemark, de la Norvège et de la Suède, dans son union de Kalmar, centrée sur Copenhague, à partir de 1397. En 1429, le roi Kalmar, Éric de Poméranie, commença à percevoir les taxes sur le Sund aux marchands qui entraient ou sortaient de la mer Baltique, permettant ainsi à la cour de Copenhague de tirer profit des bénéfices commerciaux de la mer Baltique sans se lancer dans des aventures économiques. Les redevances du Sund, imposées jusqu'en 1857 et constituant une source de revenus essentielle pour le Trésor royal, sont rapidement devenues une question litigieuse, ce qui a mis le Danemark en conflit avec la Ligue hanséatique et les puissances voisines.
Après la dissolution de l'union de Kalmar au début du XVIe siècle, le royaume de Suède devint le principal rival du Danemark et de la Norvège pour l'hégémonie dans la mer Baltique. La victoire de Christian IV de Danemark lors de la guerre de Kalmar de 1613 marque le dernier exemple de défense réussie d’un ominium maris baltici danois contre la Suède; les guerres qui suivirent, favorisèrent la Suède. La période d'intervention danoise dans la guerre de trente ans de 1618-1648 ( Kejserkrigen de 1625-1629) fait également partie des guerres pour le dominium maris baltici - dans cette guerre, cependant, l’opposant n’est pas le roi de Suède, mais l’ambitieux empereur du Saint-Empire romain, Ferdinand II, qui envisage temporairement de fonder l’empire comme puissance navale sur la Baltique. Il confie cette tâche à Albrecht von Wallenstein, menant à une action concertée du Danemark et de la Suède pour la défense de Stralsund. La défaite danoise à la bataille de Wolgast (1628) et le traité de Lübeck qui suit en 1629 écartèrent toutefois le Danemark du champ de bataille.

### Dominium maris balticisuédois
Après que la Suède soit devenue indépendante de l'union de Kalmar, elle devint le principal rival du Danemark pour le dominium maris baltici. La première guerre attribuée à ce conflit est la guerre du Nord de sept ans (1563-1570, associée à la guerre de Livonie) qui, entre 1611 et 1613, suit la guerre de Kalmar, déjà mentionnée. Les grands succès suédois suivent la prise de Riga en 1621 et le débarquement suédois en Poméranie en 1630,. Les gains de la guerre de Torstenson, théâtre de la guerre de trente ans, du Danemark humilié, puis de la paix de Westphalie confirmèrent le statut de la Suède en tant que grande puissance européenne (stormaktstiden). Le contrôle suédois de la Baltique n’était cependant pas augmenté, car les puissances maritimes, en particulier la République néerlandaise, continuent d’être économiquement et militairement présentes, et poursuivent leur politique d’équilibre des pouvoirs vis-à-vis du Danemark et de la Suède. La seconde guerre du Nord , la guerre de Scanie et la première étape de la grande guerre du Nord laissèrent le dominium maris baltici suédois intact, mais le Traité de Nystad de 1721 y mit finalement un terme. La Suède chercha à obtenir son dominium maris baltici en transformant de nombreuses villes (par exemple Riga, Narva, Wismar) en forteresses, souvent sous l’égide d’Erik Dahlbergh. Depuis la guerre de trente ans, la Suède percevait des droits de douane (Licenten) auprès de navires de commerce de la mer Baltique, en Suède, ainsi que dans des ports non suédois. Ces droits de douane correspondaient à un certain pourcentage de la valeur des marchandises transportées et, une fois le paiement effectué dans un port, le récépissé correspondant était valable pour l’ensemble du dominium maris baltici.
| Régions                        | Principaux ports                    | Notes |
| ------------------------------ | ----------------------------------- | --- |
| Scanie                         | Helsingborg                         | La Scanie, avec les provinces adjacentes, a été cédée à la Suède par le Danemark dans le traité de Roskilde en 1658, pendant la première guerre du Nord. |
| Scanie                         | Malmö (Malmø)                       | La Scanie, avec les provinces adjacentes, a été cédée à la Suède par le Danemark dans le traité de Roskilde en 1658, pendant la première guerre du Nord. |
| Scanie                         | Ystad                               | La Scanie, avec les provinces adjacentes, a été cédée à la Suède par le Danemark dans le traité de Roskilde en 1658, pendant la première guerre du Nord. |
| Blekinge                       | Karlskrona                          | Karlskrona fondée en 1680 en tant que principale base navale suédoise après Blekinge, cédée à la Suède par le Danemark dans le traité de Roskilde en 1658, pendant la première guerre du Nord. |
| Mecklembourg                   | Wismar                              | Occupation et douanes suédoises depuis 1632, domination suédoise après la paix de Westphalie, occupation danoise en 1675 (guerre de Scanie), restitué à la Suède par la paix de Lund (1679), par la suite une forteresse suédoise, occupée par les forces danoises, hanovriennes et brandebourgeoises pendant la grande guerre du Nord, restitué à la Suède sous réserve que les fortifications soient rasées, réduit en importance et mis en gage par la Suède au Mecklenbourg-Schwerin en 1803. |
| Mecklembourg                   | Rostock                             | Warnemünde, contrôlant l'entrée du port de Rostock, cédée à la Suède en 1632 (guerre de Trente Ans), fortifiée elle sert à lever les douanes jusqu'en 1714. |
| Poméranie                      | Stralsund                           | Garnison suédoise depuis la bataille de Stralsund (1628) (guerre de Trente Ans), demeure en Poméranie suédoise jusqu'en 1815. |
| Poméranie                      | Greifswald                          | Sous contrôle militaire suédois après le traité de Stettin (1630), conquise en 1631 (guerre de Trente Ans), demeure en Poméranie suédoise jusqu'en 1815. |
| Poméranie                      | Stettin (Szczecin)                  | Commerce contrôlé sur l'Oder, sous contrôle militaire suédois après le traité de Stettin (1630, au cours de la Guerre de Trente Ans) Poméranie suédoise, demeure en Poméranie suédoise jusqu'en 1720 avec le traités de Stockholm. |
| Poméranie                      | Kolberg (Kołobrzeg)                 | Le plus important des ports relativement mineurs de la Poméranie ultérieure, qui passent tous sous contrôle militaire suédois à la suite du traité de Stettin (1630). Tandis que cédé aux provinces de Poméranie (1653–1815) de Brandebourg-Prusse après le traité de Stettin (1630), la Suède conserve une part de ses douanes. |
| Prusse                         | Dantzig (Gdańsk)                    | Commerce contrôlé sur la Vistule, principal port du république des Deux Nations (région de la Prusse royale). Point d'échange majeur pour les flottes marchandes néerlandaises. Douanes suédoises après le traité d'Altmark (1629). Marine détruite. |
| Prusse                         | Elbing (Elbląg)                     | Un port de la république des Deux Nations (région de la Prusse royale). Occupation et douanes suédoises pendant et après la guerre polono-suédoise (1626-1629), conclue par le traité d'Altmark (1629). Encore une fois lors de la première guerre du Nord, alors qu'elle est également le site d'un accord néerlandais-suédois sur les droits néerlandais dans la mer Baltique (traité d'Elbing, 1659). Les troupes suédoises évacuent la ville en 1660, à la suite du traité de Bromberg.       |
| Prusse                         | Königsberg (Królewiec, Kaliningrad) | Port du duché de Prusse, vassal de la République. Douanes suédoises à la suite du traité d'Altmark (1629), vassalité suédoise du duché de Prusse par le traité de Königsberg (1656), remplacé par l'alliance prusso-suédoise de Marienburg et sa rupture dans le traité de Bromberg, le tout pendant la première guerre du Nord. |
| Prusse                         | Baltiisk (Piława, Baltisk)          | Port du duché de Prusse, vassal de la République. Occupation et douanes suédoises pendant et après la guerre polono-suédoise (1626-1629), conclue par le traité d'Altmark (1629), vassalité suédoise du duché de Prusse par le traité de Königsberg (1656), remplacé par l'alliance prusso-suédoise de Marienburg et sa rupture dans le traité de Bromberg, le tout pendant la première guerre du Nord.                                                                                           |
| Livonie                        | Riga                                | Commerce contrôlé sur la rivière Daugava (arrière-pays livonien, Biélorussie et Russie). Sous le contrôle de la République jusqu'à la conquête suédoise en 1621, resta en Livonie suédoise jusqu'à la capitulation de l'Estonie et de la Livonie en 1710, officialisée dans le traité de Nystad en 1721. |
| Livonie                        | Pärnu                               | Sous le contrôle de la République depuis 1617; in Livonie suédoise jusqu' à la capitulation de l'Estonie et de la Livonie en 1710, formalisée par le traité de Nystad en 1721. |
| Estonie et Ingrie              | Reval (Tallinn)                     | Subordonné à la Suède en 1561 (guerre de Livonie), demeure dans le duché d'Estonie jusqu’à la capitulation de l'Estonie et de la Livonie en 1710, formalisée par le traité de Nystad en 1721. |
| Estonie et Ingrie              | Narva                               | Port important pour le commerce russe. Contrôle russe de 1558 à 1581, suédois par la suite, repris par les Russes en 1704 |
| Îles                           | Îles                                | Notes |
| Gotland (Gothland)             | Gotland (Gothland)                  | Cédé à la Suède par le Danemark, au traité de Brömsebro (1645), après la guerre de Torstenson. |
| Ösel (Øsel, Saaremaa)          | Ösel (Øsel, Saaremaa)               | Cédé à la Suède par le Danemark, au traité de Brömsebro (1645), après la guerre de Torstenson. |
| Bornholm                       | Bornholm                            | Conquis temporairement par la Suède en 1645 (guerre de Torstenson), cédé à la Suède par le Danemark dans le traité de Roskilde (1658), durant la première guerre du Nord, restauré au Danemark par le traité de Copenhague (1660) |
| Rügen (Rygen, Rugen)           | Rügen (Rygen, Rugen)                | Sous contrôle militaire suédois après le traité de Stettin (1630) (guerre de Trente Ans), demeure en Poméranie suédoise jusqu'en 1815. |
| Détroits                       | Détroits                            | Notes |
| Øresund (Øresund, « le Sund ») | Øresund (Øresund, « le Sund »)      | Entrée vers la mer Baltique depuis la mer du Nord, les deux côtes sous contrôle danois jusqu'en 1658, la Suède exemptée des droits du Sund après le second traité de Brömsebro (guerre de Torstenson), côte orientale suédoise depuis le traité de Roskilde (1658, voir Scania) |

## Conséquences
L'échec des puissances scandinaves à prendre le contrôle de la Baltique et le refus constant d'autres puissances - locales et internationales - de reconnaître leurs revendications sont considérés comme l'un des facteurs qui ont conduit au développement du principe de la « Liberté des mers (en) » en droit international.